# 鹿児島県道374号出水高尾野線
鹿児島県道374号出水高尾野線（かごしまけんどう374ごう いずみたかおのせん）は、鹿児島県出水市を通る一般県道である。

## 概要

### 路線データ
- 起点：鹿児島県出水市本町（諏訪神社前交差点、鹿児島県道373号荘上鯖淵線交点）
- 終点：鹿児島県出水市高尾野町下水流（下水流交差点、国道3号交点）

## 路線状況

### 重複区間
- 鹿児島県道369号西出水停車場線（出水市向江町 - 出水市西出水町・西出水駅入口交差点）

## 地理

### 通過する自治体
- 出水市

### 交差する道路
| 交差する道路                                         | 交差する場所           | 交差する場所            |
| ---------------------------------------------------- | ---------------------- | ----------------------- |
| 鹿児島県道373号荘上鯖淵線                            | 本町                   | 諏訪神社前交差点 / 起点 |
| 国道328号 鹿児島県道369号西出水停車場線 重複区間起点 | 向江町                 |                         |
| 鹿児島県道369号西出水停車場線 重複区間終点           | 西出水町               | 西出水駅入口交差点      |
| 国道504号                                            | 高尾野町柴引           | 高尾野駅前交差点        |
| 鹿児島県道373号荘上鯖淵線                            | 高尾野町上水流（ずる） | 上水流交差点            |
| E3A 南九州西回り自動車道                             | 高尾野町上水流         | 10 高尾野北IC           |
| 国道3号                                              | 高尾野町下水流         | 下水流交差点 / 終点     |

### 交差する鉄道
- 肥薩おれんじ鉄道線

### 沿線
- 鹿児島県立出水工業高等学校
- 肥薩おれんじ鉄道線
  - 西出水駅 - 高尾野駅
- 鹿児島県立出水高等学校
- 出水市役所 高尾野支所
- 出水市立下水流小学校